# Hrabstwo Bannock
Hrabstwo Bannock (ang. Bannock County) – hrabstwo w stanie Idaho w Stanach Zjednoczonych. Obszar całkowity hrabstwa obejmuje powierzchnię 1147,46 mil² (2971,91 km²). Według szacunków United States Census Bureau w roku 2009 miało 82 539 mieszkańców. Jego siedzibą administracyjną jest Pocatello.
Jednostkę administracyjną wydzielono 6 marca 1893 roku z obszaru hrabstwa Bingham. Nazwa pochodzi od plemienia tubylczego ludu Banoków.

## Miejscowości
- Arimo
- Chubbuck
- Downey
- Inkom
- Lava Hot Springs
- McCammon
- Pocatello

## CDP
- Fort Hall
- Tyhee